# Лю Цысинь
Лю Цыси́нь (кит. трад. 劉慈欣, упр. 刘慈欣, пиньинь Liú Cíxīn, род. 23 июня 1963, Пекин) — китайский писатель-фантаст, считающийся лицом китайской фантастики, самым плодовитым и популярным фантастом Китая. 
Известен в первую очередь как автор трилогии «Воспоминания о прошлом Земли».
Девятикратный лауреат китайской премии «Иньхэ» по научно-фантастической литературе, 
лауреат нескольких самых престижных иностранных премий в области научной фантастики — «Хьюго» в 2015 году, 
«Локус» в 2017 году, «Премия Курда-Ласвица» (Kurd-Laßwitz-Preis) в 2017 году, «Премия игнотуса» (Premio Ignotus) в 2017 году и 
«Премия Сэйун» в 2020 и 2021 годах.
Прежде чем стать успешным писателем, Лю Цысинь работал инженером на электростанции в Янцюане (провинция Шаньси). Он открыл новые темы в научной фантастике Китая. Его произведения сфокусированы в основном на роли Китая в грядущем мире.

### Романы
Трилогия «Воспоминания о прошлом Земли» включает в себя романы «Задача трёх тел», «Тёмный лес» и «Вечная жизнь Смерти».
Кроме «Китая 2185», начиная с трилогии «Воспоминания о прошлом Земли», все романы переведены на русский; «В память о прошлом Земли» перевели в 2016—2017, «Шаровую молнию» в 2019, «Эпоху сверхновой» в 2020 году. 
- 1989 — «Китай 2185» (кит. упр. 中国2185, пиньинь Zhōng guó)
- 2002 — «Эпоха сверхновой» (кит. упр. 超新星纪元, пиньинь Chāo xīn xīng jì yuán)
- 2004 — «Шаровая молния» (кит. упр. 球状闪电, пиньинь Qiú zhuàng shǎn diàn)
- 2006 — «Задача трёх тел» (кит. упр. 三体, пиньинь Sān tǐ)
- 2008 — «Тёмный лес» (кит. упр. 黑暗森林, пиньинь Hēi àn sēn lín)
- 2010 — «Вечная жизнь Смерти» (кит. упр. 死神永生, пиньинь Sǐ shén yǒng shēng)

Роман «Шаровая молния» был написан через 20 лет после того, как автор, пробывший летом в провинции Ханьдань в 1981 году, первый раз был свидетелем странного явления в небе, где между двумя молниями появилась шаровая молния; он был увлечен этим природным явлением.

### Короткая проза
- 1999 — «Песня кита» (кит. упр. 鲸歌, пиньинь Jīng gē)
- 1999 — «С её глазами» (кит. упр. 带上她的眼睛, пиньинь Dài shàng tā de yǎn jīng)
- 1999 — «Микроскопический конец» (кит. упр. 微观尽头, пиньинь Wēi guān jìn tóu)
- 1999 — «Вселенная рушится» (кит. упр. 宇宙坍缩, пиньинь Yǔ zhòu tān suō)

- 2000 — «Инферно» (кит. упр. 地火, пиньинь Dì huǒ)
- 2000 — «Блуждающая Земля[англ.]» (кит. упр. 流浪地球, пиньинь Liú làng dì qiú)

- 2001 — «Сельский учитель» (кит. упр. 乡村教师, пиньинь Xiāng cūn jiào shī)
- 2001 — «Полный спектр Заградительных помех» (кит. упр. 全频带阻塞干扰, пиньинь Quán pín dài zǔ sāi gān rǎo )
- 2001 — «Микро-эра» (кит. упр. 微纪元, пиньинь Wēi jì yuán)
- 2001 — «Бабочка хаоса» (кит. упр. 混沌蝴蝶, пиньинь Hùn dùn hú dié)

- 2002 — «Пожиратель» (кит. упр. 吞食者, пиньинь Tūn shí zhě)
- 2002 — «Море снов» (кит. упр. 梦之海, пиньинь Mèng zhī hǎi)
- 2002 — «Солнце Китая» (кит. упр. 中国太阳, пиньинь Zhōng guó tài yáng)
- 2002 — «Эпоха ангелов» (кит. упр. 天使时代, пиньинь Tān shǐ shí dài)
- 2002 — «Чауэн Дао» (кит. упр. 朝闻道, пиньинь Zhāo wén dào)
- 2002 — «Западный» (кит. упр. 西洋, пиньинь Xī yáng )

- 2003 — «Слава и мечта» (кит. упр. 光荣与梦想, пиньинь Guāng róng yǔ mèng xiǎng )
- 2003 — «Облако поэзии» (кит. упр. 诗云, пиньинь Shī yún)
- 2003 — «Пушечное ядро» (кит. упр. 地球大炮, пиньинь Dì qiú dà páo)
- 2003 — «Идеалисты» (кит. упр. 思想者, пиньинь Sī xiǎng zhě )
- 2003 — «Антитеза цивилизации» (кит. упр. 文明的反向扩张, пиньинь Wén míng de fǎn xiàng kuò zhāng)

- 2004 — «О муравьях и динозаврах» (кит. упр. 白垩纪往事, пиньинь Bái è jì wǎng shì)
- 2004 — «Зеркало» (кит. упр. 镜子, пиньинь Jìng zǐ )
- 2004 — «Круглые мыльные пузыри» (кит. упр. 圆圆的肥皂泡, пиньинь Yuán yuán de féi zào pào )

- 2005 — «Ради блага человечества» (кит. упр. 赡养人类, пиньинь Shàn yǎng rén lèi)
- 2005 — «Позаботиться о Боге» (кит. упр. 赡养上帝, пиньинь Shàn yǎng shàng dì)
- 2005 — «Ода радости» (кит. упр. 欢乐颂, пиньинь Huān lè sòng )

- 2006 — «Гора» (кит. упр. 山, пиньинь Shān)

- 2010 — «Проклятье 5.0» (кит. упр. 太原之恋, пиньинь Tài yuán zhī liàn)
- 2010 — «1 апреля 2018 года» (кит. упр. 2018年4月1日, пиньинь 2018 nián 4 yuè 1 rì)

- 2011 — «Shāo huǒ gōng» (кит. упр. 烧火工, пиньинь Shāo huǒ gōng)

- 2014 — «Круг» (кит. упр. 圆, пиньинь Yuán)

- 2016 — «Груз воспоминаний» (кит. упр. 人生, пиньинь Rén shēng)

- 2018 — «Золотые поля» (кит. упр. 黄金原野, пиньинь Huáng jīn yuán yě)

- 2020 — «To Hold Up The Sky»

## Экранизации произведений
- Блуждающая Земля (Китай, 2019, режиссёр Франт Гво[англ.]).
- Блуждающая Земля 2 (Китай, 2023, режиссёр Франт Гво[англ.]).
- Задача трёх тел (Китай, 2022, мультипликационный сериал).
- Задача трёх тел (Китай, 2023).
- Задача трёх тел (США, 2024).

## Награды
- «Премия Иньхэ» — С 1999 по 2006 г., и затем в 2010 году
- «Премия Синъюнь» — В 2010 году и опять в 2011 году
- «Хьюго»[13] — в 2015 году
- «Локус» — в 2017 году
- «Премия Курда-Ласвица» — в 2017 году
- «Премия игнотуса» — в 2017 году
- «Премия Сэйун» — в 2019 году и опять в 2020 году